# Acanthorrhynchium decolor
Acanthorrhynchium decolor là một loài Rêu trong họ Sematophyllaceae. Loài này được (Besch.) M. Fleisch. mô tả khoa học đầu tiên năm 1923.